# Aleksandar Keković
Aleksandar Baćko Keković (Cetinje, 24. februar 1939 — Beograd, 4. oktobar 2018) bio je jugoslovenski i srpski arhitekta, profesor i dekan na Arhitektonskom fakultetu u Beogradu i Podgorici.

## Biografija[1]
Rođen je na Cetinju. Gimnaziju je završio u Beogradu 1956. godine. Diplomirao je na Arhitektonskom fakultetu 1963. godine.
Od 1964. radi u Institutu za urbanizam i arhitekturu Srbije i iste godine prešao u Energoprojekt, kao vodeći projektant i rukovodilac studija. Od 2001. godine specijalni savetnik u Energoprojektu d.o.o. Enjub.
Tokom radne karijere obavio je studijska putovanja u Egiptu, Italiji, Danskoj, Finskoj, Francuskoj, Grčkoj i Španiji.
Rad na fakultetu u Beogradu
Na Arhitektonskom fakultetu je izabran za asistenta 1978. godine, a zatim je po verifikaciji tri značajna rada 1982. godine izabran za vanrednog profesora za predmet Arhitektonska organizacija prostora. Godine 1985, po odlasku prof. Uroša Martinovića u penziju, Keković preuzima rukovođenje predmetom Opšte teze o arhitekturi. U zvanju redovnog profesora od 1989. godine radi na Katedri za arhitektonsko i urbanističko projektovanje i rukovodi Kabinetom za tematska područja i predaje Teoriju arhitektonskog prostora i Kompoziciju. Keković je bio jedan od osnivača magisterijuma umetnosti i mentora na izradi osam magistarskih teza.
Na mestu prodekana za stručno umetnički rad i saradnju Arhitektonskog fakulteta sa privredom bio je u periodu od 1985-87. godine, dok je dekan Arhitektonskog fakulteta u Beogradu bio od 1998. do 2000. godine. Postavljanjem na funkciju dekana, u vreme složenih ratnih godina, sa timom prodekana usmerava aktivnosti na sređivanje nastavnog plana i programa usled velikog broja predmeta i velikim procentom preklapanja nastavne materije u okviru katedri i predmeta, ali koji nije u potpunosti izveden. Segment unapređenja nastave obuhvaćen je i unapređenjem prostornih uslova za izvođenje nastave.
Na katedri za projektovanje rukovodi predmetima: „Opšte teze o arhitekturi”, „Programom studija” i poslediplomskim programom „Teorija prostora”.
Poslednje predavanje na Fakultetu održao je 20. oktobra 2016. godine povodom jubileja - 170. godina visokoškolske nastave u oblasti arhitekture u Srbiji.
Rad na fakultetu u Podgorici
Godine 2002. na poziv Vlade, Ministarstva za visokoškolsko obrazovanje i Univerziteta Crne Gore, osniva i rukovodi studijskim programom arhitekture u sklopu Gađevinskog fakulteta, istovremeno se angažuje oko projektovanja i izgradnje objekta Arhitektonskg fakulteta u Podgorici. Pripremio plan i program Arhitektonskog fakulteta i 2006. godine omogućeno je konstituisanje Arhitektonskog fakulteta, kao samostalne jedinice Univerziteta Crne Gore, gde je Keković bio angažovan u periodu od 2006 do 2016 kao profesor. Obavljao je funkciju dekana u osnivanju i predavao Teoriju arhitekture i Projektovanje.
- Zgrada "Energoprojekta", Novi Beograd
- Poslovno sedište "Naftagasa", danas "NISa", Novi Sad
- Hotel "Panorama", Zlatar
- Ambasada SFRJ u Bernu, Švajcarska

## Spisak važnijih projekata[1][4]
- Školski centar Lagos, 1967.
- Hotel Panorama, Zlatar 1967-1968. Srbija.
- Urbanistički projekat centralne zone, Smederevo, 1968/1971. Srbija sa M. Šterić i B. Novakovićem projekat realizovan u znatnoj meri
- Hotel B kategorije Sveta Petka Dubrovnik, 1969.
- Poslovna zgrada građevinskog preduzeća Jugovo, Smederevo, 1969-1971
- Objekat robne kuće Inex, Smederevo, 1969-1972. Srbija P: 3500m2
- Aerodrom Entebe 1969-1971. Uganda. U kooperaciji sa italijanskom firom „Tecne” P:32 000m2
- Hotel  Nil u okviru  internacionalnog kongresnog centra, Kampala 1970-1972. Uganda. Delimično realizovan projekat.ž
- Stanovi solidarnosti Jugopetrol Karađorđeva ulica, Smederevo 1972-1975. Srbija, sa Z. Cvijovićem. Realizovano prema autorovom konstruktivnom sistemu patenta E1 (armirno betonski dvovisniski montažni sistem prefabrikovanih elemenata)
- Urbanističko arhitektonski projekat kompleksa za 1000 farmi sa komunalnim centrima, Garabuli, 1972-1976. Libija, konstrukcije Z. Cvijović sa timom Energoprojekta.
- Zemaljska satelitska stanica, Prilike kod Ivanjice, 1973-1974. Srbija.
- Arhitektonski projekat stambeno-poslovnih objekata na Trgu (uz Karađorđevu ulicu)  Smderevo, 1973-1982. Srbija. Sa M. Šterić i P. Pašić
- Dom zdravlja Barajevo, Beograd, 1974-1975. Srbija P:2300m2
- Odmaralište robnih kuća Beograd, Zlatibor, 1974-1975. Srbija
- Urbanističko arhitektonski projekat Karađorđev Dud, Smederevo 1973-1976. Srbija.
- Urbanističko arhitektonski projekat Blok B, Smederevo, 1974. Srbija
- Sportski centar, Smederevo, 1974-1976. Delimično realizovan projekat.
- Urbanističko arhitektonski projekat Stabenog kompleksa Centar 2 Smederevo, 1975-1981. Srbija
- Rezidencijalno naselje za stručnjake Ujedinjenih nacija Konakri, 1975. Gvineja. Nerealizovan projekat.
- Jugoslovenska ambasada sa rezidencijom, Bern, 1975-1976. Švajcarska. Specijalna nagrada salona arhitekture 1977. Objekat predložen za  spomenik kulture prvog reda Švajcarske
- Hotel Smederevo, u Smederevu, 1976-1977. Srbija
- Osmogodišnja škola Stejpan Mitrov Ljubiša, Budva, 1976-1977. Crna Gora Realizacija:  Vidoje Milićević DIA. Pozivni konkurs, prvi plasman. 7 000m2.
- Hotel A kategorije Grand sa kongresnom dvoranom, Cetinje, 1977-1984. Crna Gora
- Poslovna zgrada holding kompanije Energoprojekta Novi Beograd, 1977-1982. Srbija.
- Glavni poštanski centar Zemun, Beograd, 1977. početak gradnje 1987. Srbija
- Savezni centar za veze, Zabran kod Obrenovca, 1978-1979. Srbija
- Hotel Otrant, Ulcinj 1979-1985. Crna Gora,
- Dom zdravlja, Negotin, 1981- 1984. Srbija,
- Porodična kuća Keković, Donji Zagarač 1981-1982. Crna Gora, sa D. Keković
- Poslovna zgrada centra Naftagas-a sa poslovno-tržnim centrom, Novi Sad, 1986-1998. Srbija
- Modeli zatvora u Francukoj 1987. Sa R. Džankićem i Lj. Atanasijevićem, Međunarodni konkurs V plasman. Nerealizovan projekat.
- Turisatički kompleks kluba  Mediterane, Pakoštane kod Zadra, 1988-1989. Hrvatska, sa projektnim biroom „Arcada” iz Beograda i „ Arrow” iz Pariza- LJ. Atanasijević.
- Idejni arhitektonski projekat hrama Svetog Spasa, Priština, 1992. Srbija sa D. Keković.
- Sportski centar Sartid, Smederevo, 1994. Srbija sa M. Nestorovićem proširenje kapaciteta i natkrivanje fudablskog igrališta
- Stambeni objekti u bloku 13, Novi Beograd, 1995-1998. Srbija sa D. Keković i A Keković
- Višenamenski objekat nacionalnog parka Đerdap, Donji Milanovac, 1995-1999. Srbija P:2400m2
- Stambeno poslovni objekat sa garni hotelom CITY, Podgorica, 2001.-2003. Crna Gora sa D. Keković i A. Keković- Mladenović.
- Izmena Generalnog urbanističkog plana i Detaljnog urbanističkog plana za kompleks namenjen Univerzitetskom centru Crne Gore, Podgorica, 2003-2004. Crna Gora sa D. Keković.
- Zgrada Arhitektonskog fakulteta, Podgorica, 2004-2004 Crna Gora.
- Stambeni objekat za univerzitetske profesore sa poslovnim prostorima i hotelom u okviru kopleksa univerzitetskog centra Podgorica- Unistan, Crna gora, Podgorica, 2004-2008. Crna Gora, sa A. Keković- Mladenović, D. Keković
- Sportska dvorana, Bar, 2006-2009. Crna Gora, sa D. Keković. A. Keković- Mladenović i N. Drakić
- Rezidencijana porodična Vila Petrović, Podgorica, 2007. , Crna Gora, P:6500m2,  Realizacija u toku.

## Članstva i funkcije u organizacijama[1]
1. Savez arhitekata Srbije, SAS (član stručnog veća i član Predsedništva do 1984. godine)
2. Društvo arhitekata Beograda (član Predsedništva i predsednik stručnog veća)
3. Časopis „Arhitektura i urbanizam” (član redakcije i saveta)
4. Kulturno prosvetna zajednica (delegat  DAB u redakciji  „Lice grada”)
5. Član osnivačkog odbora Salona arhitekture u Muzeju primenjene umetnosti 1974.
6. Član ULUPUDS-a
7. Član Saveta graditelja Opštine Stari grad ( 1993 - 1996)
8. Osnivač i član Predsedništva Srpske akademije arhitekture, 1995.
9. Član veća Velike nagrade arhitekture Srbije
10. Član Inžinjerske akademije SRJ 1999.
11. Član Inženjerske komore Srbije od 2004. godine
12. Član Inžinjerske komore Crne Gore
13. Član žirija za republičku i saveznu nagradu lista “Borba”
14. Predsednik žirija Oktobarske nagrade grada Beograd

## Počasne titule i stručna priznanja[5]
1. Nagrada „In memorijam Rata Bogojević”, diplomski rad 1963/64.
2. Godišnja nagrada „Energoprojekta” 1970.
3. Orden rada sa srebrnim vencem 1976.
4. Specijalna nagrada Salona arhitekture 1977.
5. Specijalna nagrada Salona arhitekture 1978.
6. Zaslužni član Saveza arhitekata Srbije 1979.
7. Republička nagrada „Borbe” 1983.
8. Velika nagrada arhitekture 1988.
9. Odabran za uključenje u Osmo izdanje (1997) Internacionalnog rečnika istaknutih zasluga za izuzetni doprnos savremenom društvu (The international directory of distinguished leadership), Kongresna biblioteka S.A.D.
10. Zlatnik (Arhitektonski fakultet Beograd) 1998.
11. Trinajestojulska nagrada 2009.
12. Istaknuti stvaralac Crne Gore 2011.
13. Zlatnik (Arhitektonski fakultet Podgorica) 2012.
14. Specijalna diploma Akademije inženjerskih nauka Srbije 2018.

## Posebnosti iz radne biografije[5]
U svojstvu vlasnika, direktora i odgovornog projektanta preduzeća za projektovanje i inženjering „ARCADA” projektovao i organizovao proizvodnju niza objekata prvenstveno u lameliranom drvetu i to:
1. Višespratna upravna zgrada Elektrodistribucije Opatija, 1987.
2. Porodične drvene montažne kuće (45 objakata) za potrebe francuske armije, izvoz u Francusku, Akinji, 1989.
3. Krovna konstrukcija olimpisjkog bazena hotela Grand Kopaonik, 1990.
4. Više lučnih konstrukcija za teniska igrališta - izvoz u Italiju,
5. Krovna konstrukcija osnovne škole Štrbce, Kopaonik, 1991.
6. Mediterane klub Pakoštane kompletna konstrukcija 1990.

## Spoljašnje veze
- Prilog RTCG povodom smrti Aleksandra Baćka Kekovića
- Veb prezentacija OŠ "Stjepan Mitrov Ljubiša", Budva